# Ponte Spin' a Cavallu
Il ponte Spin' a Cavallu (in corso ponte di Spin'à Cavallu che significa "schiena di cavallo", in lingua francese pont de Spin'à Cavallu) è un ponte stradale medievale che si trova ad Arbellara in Corsica del Sud sul torrente Rizzanese.

## Storia
Costruito nel XVI secolo dai genovesi ma la sua costruzione viene attribuita anche ai pisani ed è attribuito all'architetto Maestro Maternato (in corso Masciu Maternatu), originario di Pisa, che riesiedeva a Sorbollano e ha edificato il campanile di Carbini; venne restaurato nel XVIII secolo e nel XIX secolo. Venne nuovamente restaurato nel 1973-1974; in parte distrutto dall'alluvione del 1993, fu ricostruito nel 1995 sul progetto degli architetti Christophe Bizoux e Bernard Fournié Eche e dall'impresa Pieretti.
Nel 1976 è stato dichiarato monumento storico.

## Caratteristiche
Il ponte è lungo 64 metri, largo 2,60 metri e alto 8 metri, è a schiena d'asino ed è costruito in granito e pietra.

## Galleria d'immagini

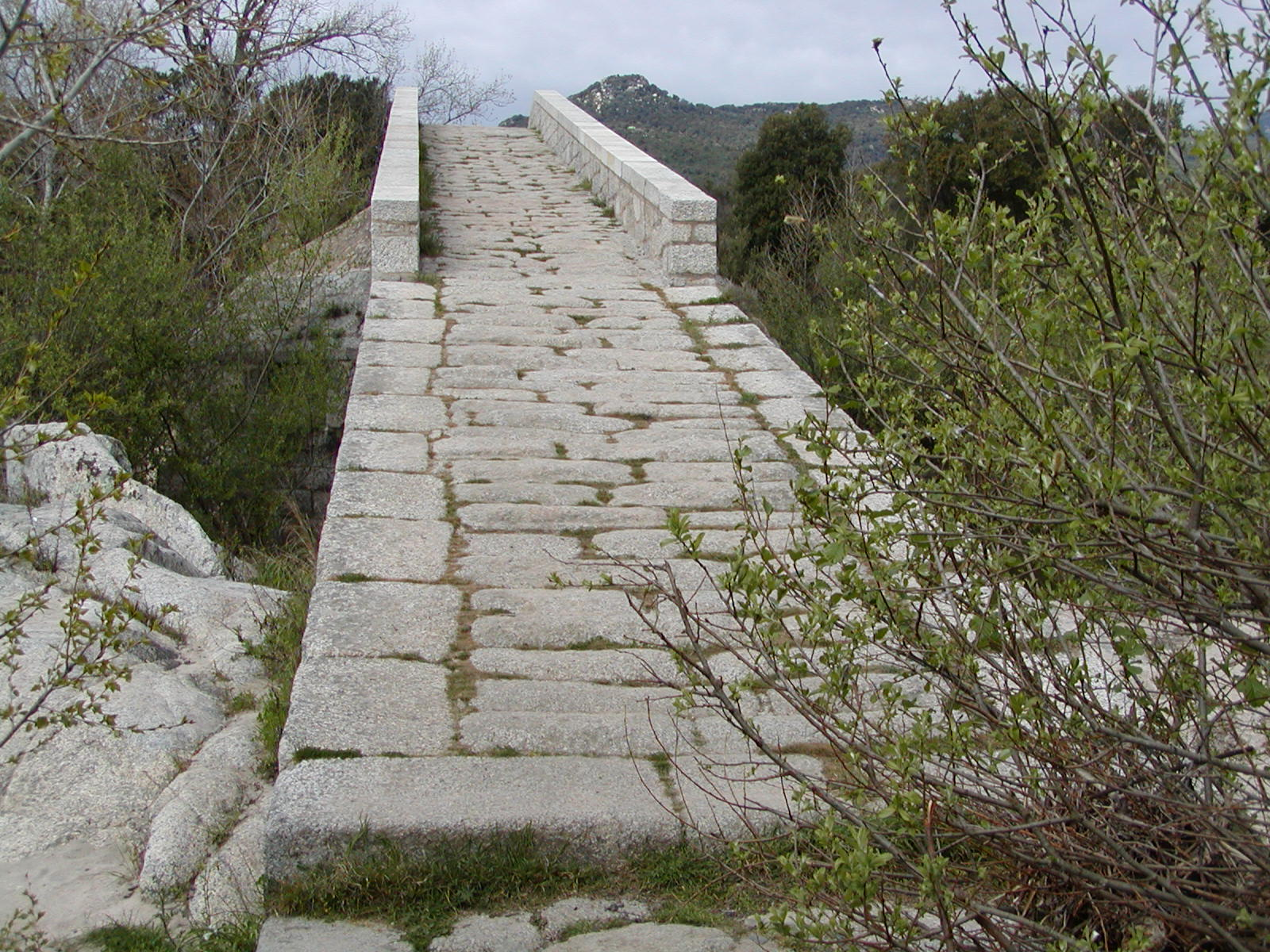
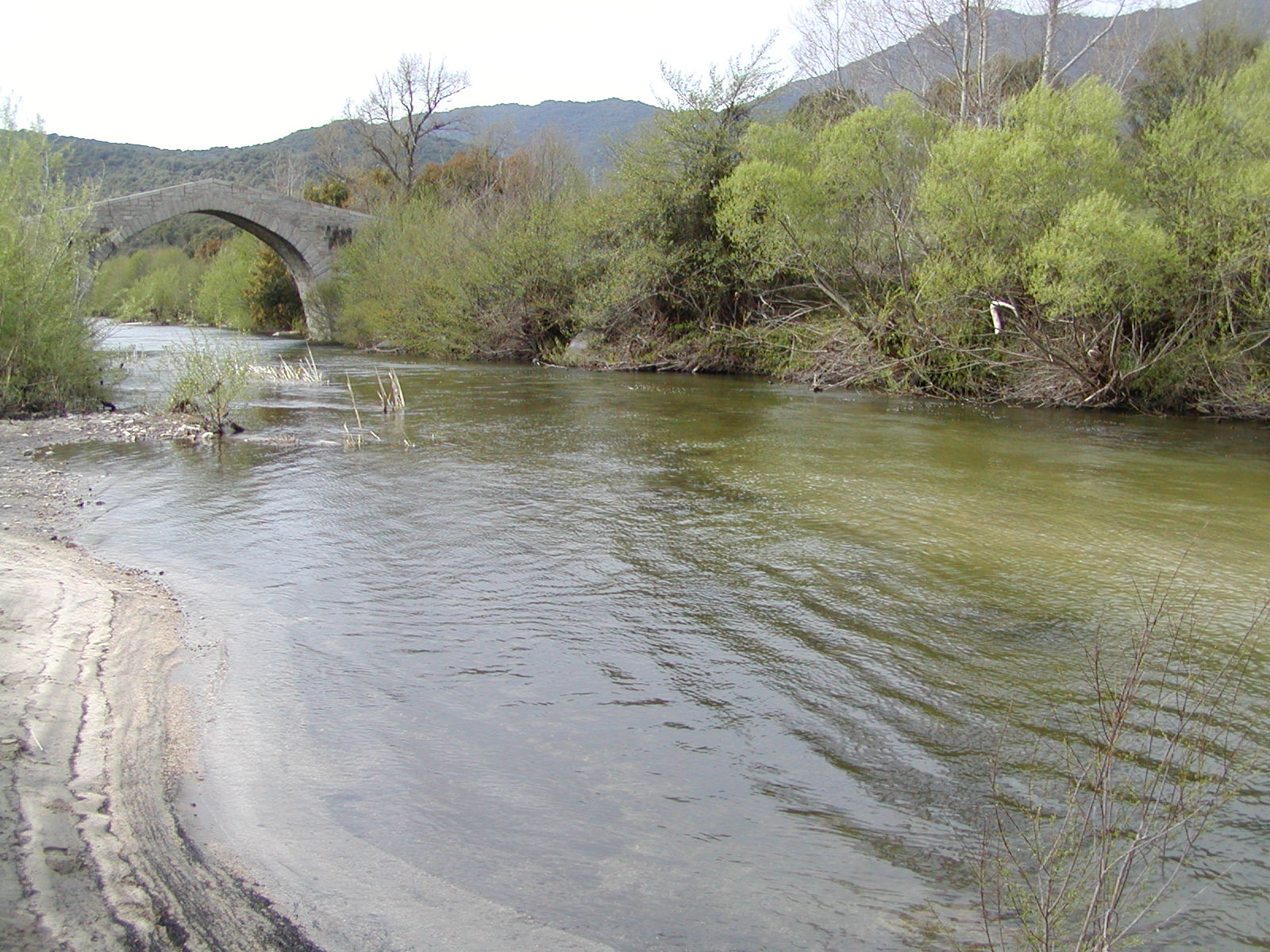
Il Rizzanese e il Ponte Spin' a Cavallu
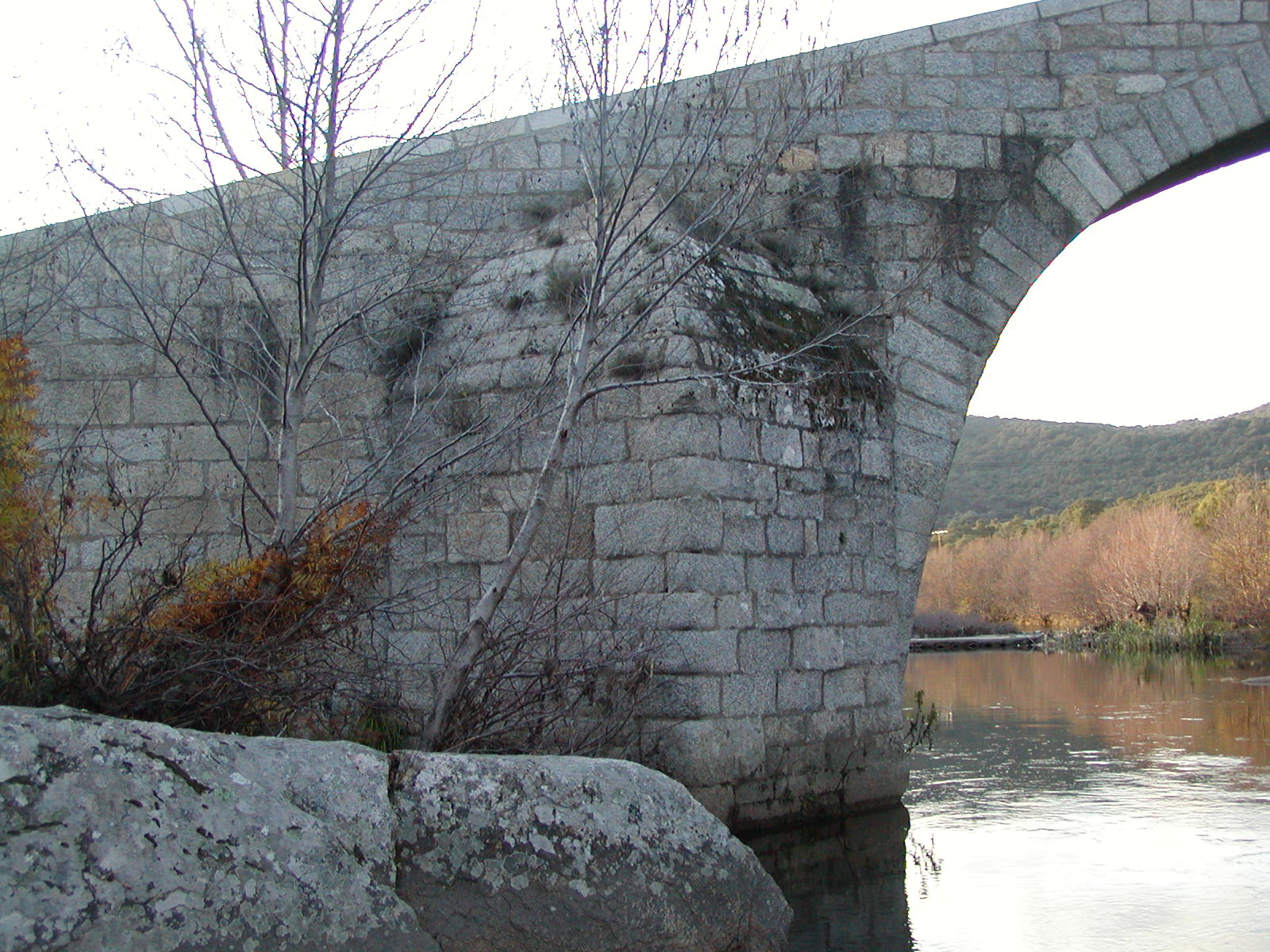
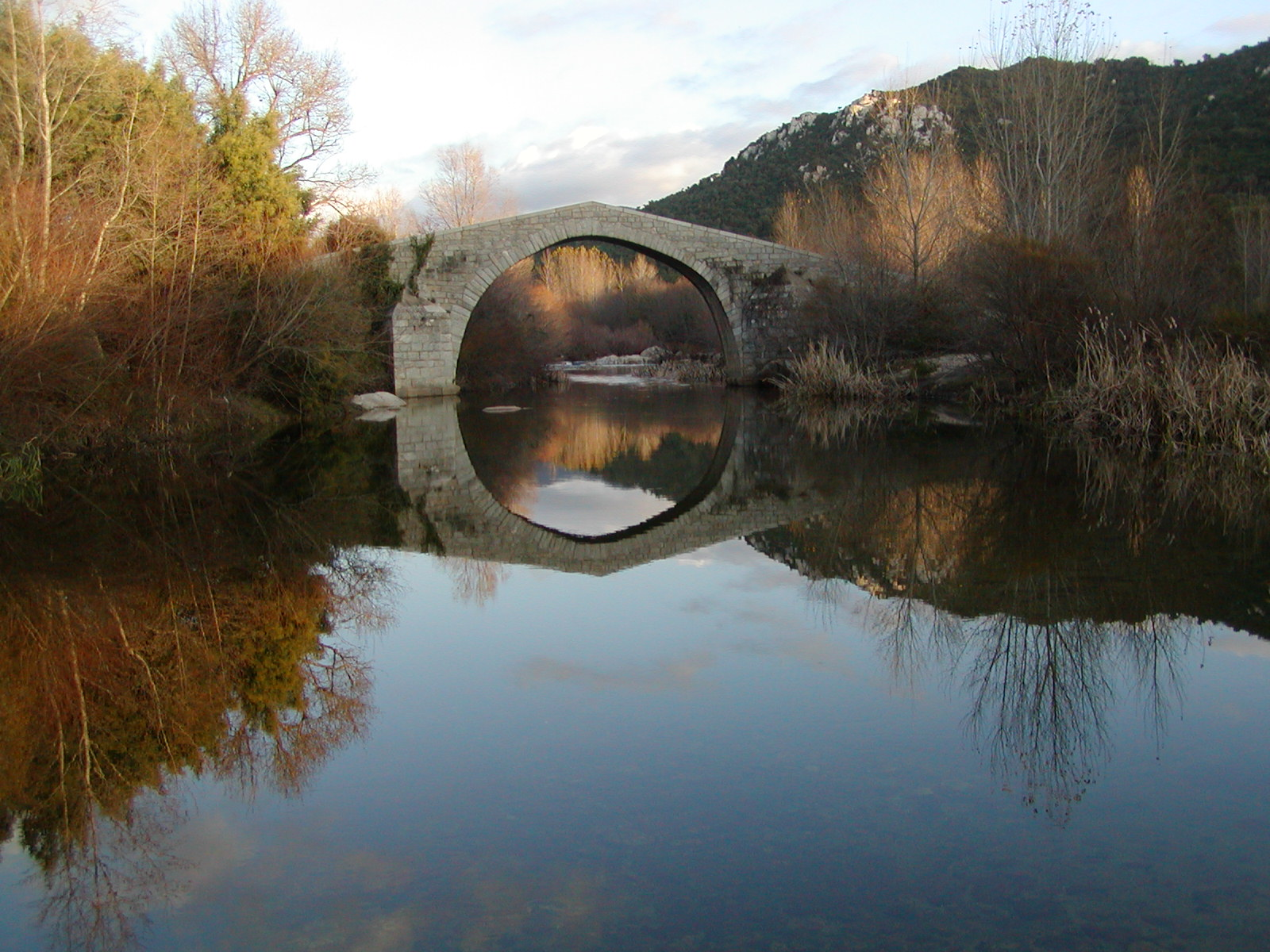
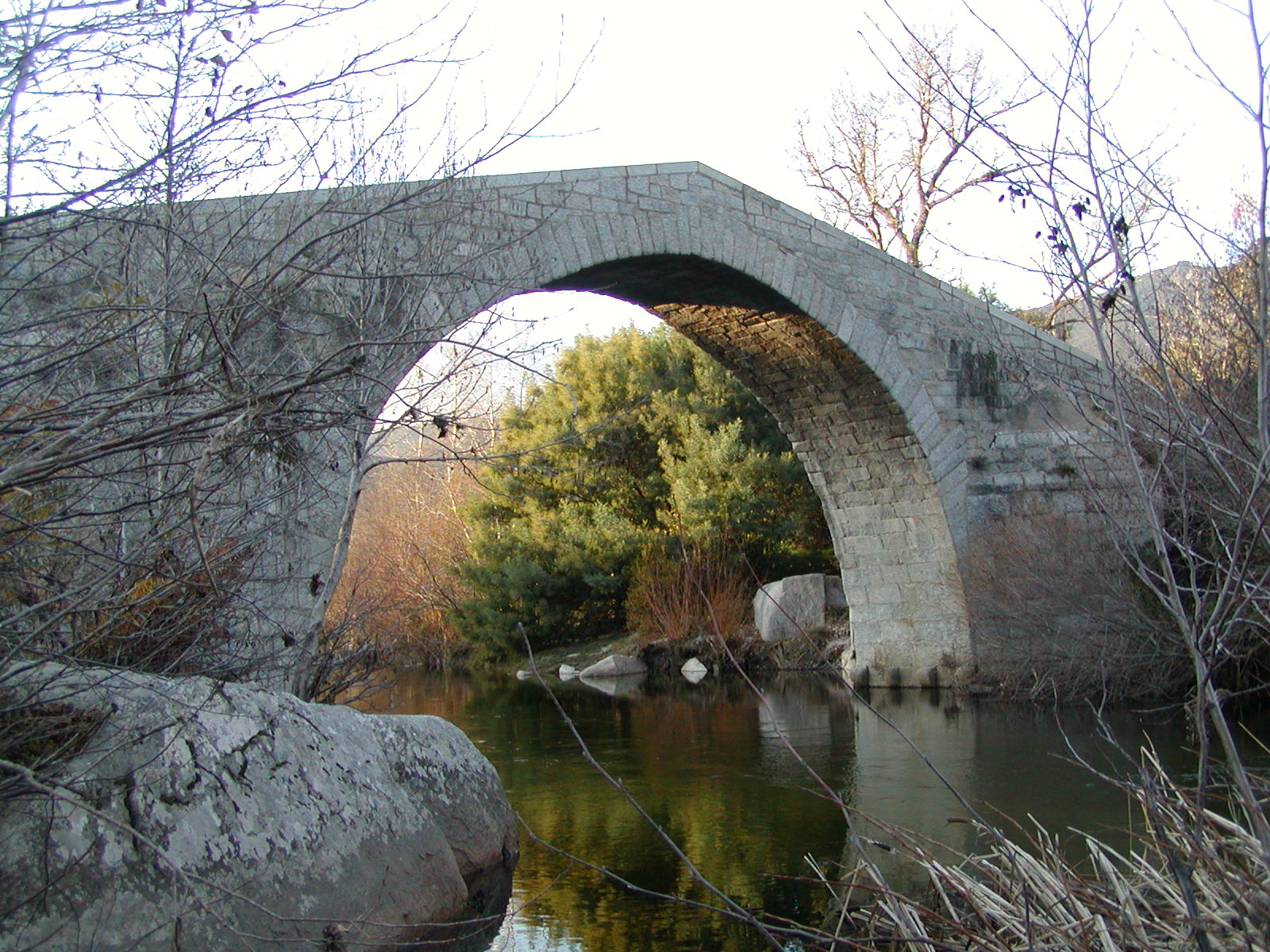